# IC 706
IC 706 ist eine linsenförmige Galaxie vom Hubble-Typ S0-a im Sternbild Becher am Südsternhimmel. Sie ist schätzungsweise 216 Millionen Lichtjahre von der Milchstraße entfernt und hat einen Durchmesser von etwa 90.000 Lichtjahren.
Im selben Himmelsareal befinden sich u. a. die Galaxien NGC 3715, NGC 3727, NGC 3734, IC 2889.
Das Objekt wurde am 21. April 1892 vom französischen Astronomen Stéphane Javelle entdeckt.